# Augustdekret
Das Augustdekret (Dekret über die Strafzumessung für faschistisch-hitlerische Verbrecher die der Tötung und Mißhandlung von Zivilpersonen und Kriegsgefangenen schuldig sind und für Verräter des polnischen Volkes) wurde am 31. August 1944 vom Polnischen Komitee der nationalen Befreiung in Lublin erlassen. Es bildete die rechtliche Grundlage für die Verfolgung zunächst von Kriegsverbrechern und nach der ersten Novellierung vom 16. Februar 1945 auch gegen Kollaborateure und Denunzianten. Die zweite Novelle vom 10. Dezember 1946 stellte auch die Mitgliedschaft in einer verbrecherischen Organisation in Anlehnung an das Nürnberger Urteil im Prozess gegen die Hauptkriegsverbrecher unter Strafe.
Die ersten Prozesse fanden aufgrund eines Dekrets vom 12. September 1944  vor dafür errichteten Sonderstrafgerichten (Specjalne Sądy Karne) statt.  Am 26. Januar 1946 wurde das Oberste Nationale Tribunal Polens (NTN) für die Prozesse zuständig erklärt. Es zeigte sich aber schnell, dass das Gericht mit der Vielzahl an Strafverfahren überfordert war. Deshalb wurde der erste Staatsanwalt am NTN per Dekret vom 17. Oktober 1946 ermächtigt, Verfahren an Bezirksstaatsanwälte abzugeben. Das NTN führte deshalb nur sieben Prozesse gegen Hauptkriegsverbrecher durch.
Als Mitglieder von verbrecherischen Organisationen wurden behandelt:
- Die Führung der Verwaltung im Generalgouvernement vom Kreis- und Stadthauptmann aufwärts.
- Lagerleitung, -verwaltung und -mannschaften aller Konzentrationslager in Polen
- Ukrainische Aufständische Armee UPA und ukrainische Formationen der SS
- Mitglieder des Volksdeutschen Selbstschutz oder der Waffen-SS (mit Ausnahme von Zwangsrekrutierten)
- Gestapospitzel[1]